# Diario para un cuento
 Diario para un cuento  es una película de Argentina dirigida por Jana Bokova sobre su propio guion escrito en colaboración con Leslie Megahey y Gualberto Ferrari según el cuento homónimo de Julio Cortázar que se estrenó el 19 de noviembre de 1998 y que tuvo como actores principales a Germán Palacios, Inés Estévez, Enrique Pinti e  Ingrid Pelicori.

## Sinopsis
Un joven trabaja en el puerto de Buenos Aires traduciendo las cartas de amor que reciben las prostitutas y busca en ellas inspiración para sus obras.

## Reparto
Colaboraron en el filme los siguientes intérpretes:
- Germán Palacios	...	Elías
- Silke	...	Anabel
- Inés Estévez	...	Susana
- Enrique Pinti...	Tito
- Ingrid Pelicori	...	Marucha
- Héctor Alterio	...	Pablo
- Elvira Mínguez	...	Dolly
- Martín Pavlovsky	...	Bruno
- Gregory Dayton	...	William
- Vando Villamil	...	Recca
- Nancy Dupláa	...	Paola
- Claudia Schijman	...	Irma
- Patricia Browne	...	Irene
- Graciela Tenenbaum	...	Margot
- Ágatha Fresco	...	Diana
- Gustavo Moro	...	Luciano
- Harry Havilio	...	Muchnik
- Oscar Alegre	...	Clementi
- Gustavo Palomino	...	Freddy
- José María Marino	...	comisario
- Angélica Gartner	...	mujer en el cóctel
- Gabo Correa...	policía en el cabaré
- Eduardo Wigutow	...	Provincial
- Marta Silva	...	Madame Díaz
- Lucas Oro	...	Cholo
- David Sznek...	escribano
- Carlos Lanari	...	oficial de policía
- Inés Baum	...	Madame Block
- Cecilia Sarli	...	prostituta
- Rodolfo Mederos	...	bandoneonista
- Ignacio Varchausky	...	contrabajista
- Armando de la Vega	...	guitarrista
- José Wyszogrod violinista
- Jorge García Marino
- Chris La Valle

## Comentarios
Stella M. Floris en Sin Cortes escribió:

«No convence…no conforma…La cineasta ha dotado a la película de reiterados diálogos de escasa envergadura y madurez, en su mayor parte previsibles…Julio Cortázar -se oyó decir en la sala luego de la proyección- merecería un desagravio.»

Gustavo Noriega en 3 puntos escribió:

«Nunca una idea resumida en pocas palabras tuvo una imagen tan precisa en la pantalla como con la española Silke.»

A.C. en  La Nación opinó:

«Gran calidez y esmerada estructura.»

Manrupe y Portela escriben:

«Recreación amable de la bohemia, con algunos errores en la ambientación temporal (los personajes parecen no haber envejecido) que resienten la credibilidad hacia el final. Los mejores momentos están en la relación entre las prostitutas que llevan sus cartas para que las traduzca el protagonista, un Palacios esforzado en ser Cortázar, más focalizado en el aspecto físico del escritor de los 70 y no de los 50.»

## Premios y nominaciones
La película tuvo los siguientes premios y nominaciones:
Asociación de Cronistas Cinematográficos de la Argentina, Premios Cóndor de Plata 1999.
- Jana Bokova, Gualberto Ferrari y Leslie Megahey, ganadores del Premio al Mejor Guion Adaptado.
- Germán Palacios, nominado al Premio al Mejor Actor.

Festival Internacional de Gramado 1999
- Santiago Elder, ganador del Premio Kikito de Oro a la Mejor Dirección de Arte
- Jana Bokova, nominada al Premio al Mejor Film.

Festival Internacional de Cine de Mar del Plata 1998.
- Jana Bokova, nominada al Premio al Mejor Film en la Competencia Internacional.